# Gustave Saussot
Gustave Saussot est un homme politique français né le 23 septembre 1900 à Miallet (Dordogne) et mort le 20 août 1987 à La Coquille (Dordogne)

## Biographie
Artisan mécanicien, il adhère au Parti communiste en 1926. En 1934, il est élu conseiller général du canton de Jumilhac-le-Grand, et en 1936, député de la Dordogne.
Après la signature du pacte germano-soviétique en 1939, il quitte le PCF, et rejoint dès sa création, le 8 décembre 1939, le groupe de l'Union populaire française. 
Il ne prend pas part au vote des pleins pouvoirs au maréchal Pétain, le 10 juillet 1940. Résistant se considérant « communiste dissident », il est membre d'un réseau de l'Armée secrète (AS), il se retire de la vie politique après 1945. 

### Fonctions électives
- 1934-1940 : conseiller général de la Dordogne (canton de Jumilhac-le-Grand)
- 1936-1940 : député de la Dordogne (circonscription de Nontron)

### Sources
- « Gustave Saussot », dans le Dictionnaire des parlementaires français (1889-1940), sous la direction de Jean Jolly, PUF, 1960 [détail de l’édition]
- Jean-Jacques Gillot, Les communistes en Périgord (thèse et Pilote 24 éditions, 2007)